# Julia Vieregge
Julia Vieregge (geboren 19. April 1985 in Troisdorf) ist eine deutsche Sängerin, Schauspielerin, Synchronsprecherin und Webvideoproduzentin.

## Leben
Vieregge wuchs als jüngstes von drei Geschwistern in Köln auf. Sie war als Frontfrau und Songwriterin mehrerer Bands aktiv. Mehrere Jahre reiste sie an Bord der Mein-Schiff-Flotte von Tui Cruises, hier entstand auch ihr eigenes Kabarett- und Chansonprogramm Schön und chansoncenlos.
Als Sängerin trat sie beispielsweise beim International Music Festival in Durban, Südafrika, im German Center in Shanghai, China und bei einer Konzertreise für die Evangelische Arbeitsgemeinschaft für Soldatenbetreuung in Masar-e Scharif, Afghanistan, auf.
Julia Vieregge ist darüber hinaus als Synchronsprecherin tätig. Sie ist vor allem für ihre Rolle der Kate Kane in der Serie Batwoman bekannt, für die sie der Schauspielerin Ruby Rose ihre Stimme lieh. Eine weitere bekannte Synchronrolle ist Thelma im Netflix-Film Thelma, das Einhorn, in dem sie nicht nur die Sprechstimme, sondern auch den Gesang übernahm.

## Medialer Auftritt
Seit 2014 betreibt Julia Vieregge einen YouTube-Kanal, den sie hauptsächlich mit Videos zu den Themen Gesang und Musik bespielt.
Von 2018 bis 2025 moderierte Vieregge gemeinsam mit ihrem Kollegen Konstantin Zander den Podcast Und bitte., in dem sie über das Thema Musical und das Leben auf, vor und hinter der Bühne sprachen.
Auf der Social-Media-Plattform TikTok betreibt Julia Vieregge einen wachsenden Kanal, auf dem sie regelmäßig Videos veröffentlicht, in denen sie bekannte Songs covert. Ihre Beiträge erreichten insgesamt bereits über eine Million Likes.

## Auszeichnungen
| Jahr | Preis                        | Kategorie                                         |       |
| ---- | ---------------------------- | ------------------------------------------------- | ----- |
| 2012 | Deutscher Rock und Pop Preis | Beste Gospelsängerin 2012                         | [ 2 ] |
| 2013 | Deutscher Rock und Pop Preis | Beste Rocksängerin 2013                           | [ 2 ] |
| 2025 | Deutscher Synchronpreis      | Bester Film (Animation) für "Thelma, das Einhorn" | [ 6 ] |

## Synchronrollen (Auswahl)

### Filme
- 2018: Greta: Raven Dauda als Officer Regan[7]
- 2019: Heroes and Cowards: Asmita Mbanza als Police Officer Gwen
- 2019: Die Geldwäscherei: Daniela Bobadilla als Sekretärin
- 2024: Thelma, das Einhorn: Brittany Howard als Thelma

### TV-Serien
- 2010: Blue Bloods – Crime Scene New York: Kathiamarice Lopez als Officer Marisol Serrano (Staffel 9, Folge 16)[7]
- 2013: Mom: Michelle Ortiz als Stacy (Staffel 6, Folge 8)
- 2014: How to Get Away with Murder: Teya Patt als C. O. Paula Gladden (Staffel 5, Folgen 7 und 15)
- 2014: The Flash: Reina Hardesty als Joslyn „Joss“ Jackam/Weather Witch
- 2017: S.W.A.T.: Seri DeYoung als Gelina
- 2017: No Activity: Sunita Mani als Fatima Khorasani
- 2018: FBI: Emma Thorne als Abby Jones (Staffel 1, Folge 17)
- 2019: Jett: Nola Palmer als Malibu
- 2019: The Capture: Sophia Brown als Karen
- 2020: The Outsider: Gabrielle Byndloss als Andrea Hopkins
- 2020: Killing Eve: Alexandra Roach als Rhian Bevan (Staffel 3, Folgen 7 und 8)
- 2022: Navy CIS: Grace Lynn Kung als Doris Edwards
- 2022: More than a Married Couple, but Not Lovers.: Saori Ōnishi als Akari Watanabe